# Eukoenenia grassii
Eukoenenia grassii är en spindeldjursart som först beskrevs av Hansen 1901.  Eukoenenia grassii ingår i släktet Eukoenenia och familjen Eukoeneniidae. Inga underarter finns listade i Catalogue of Life.